# Мёзы

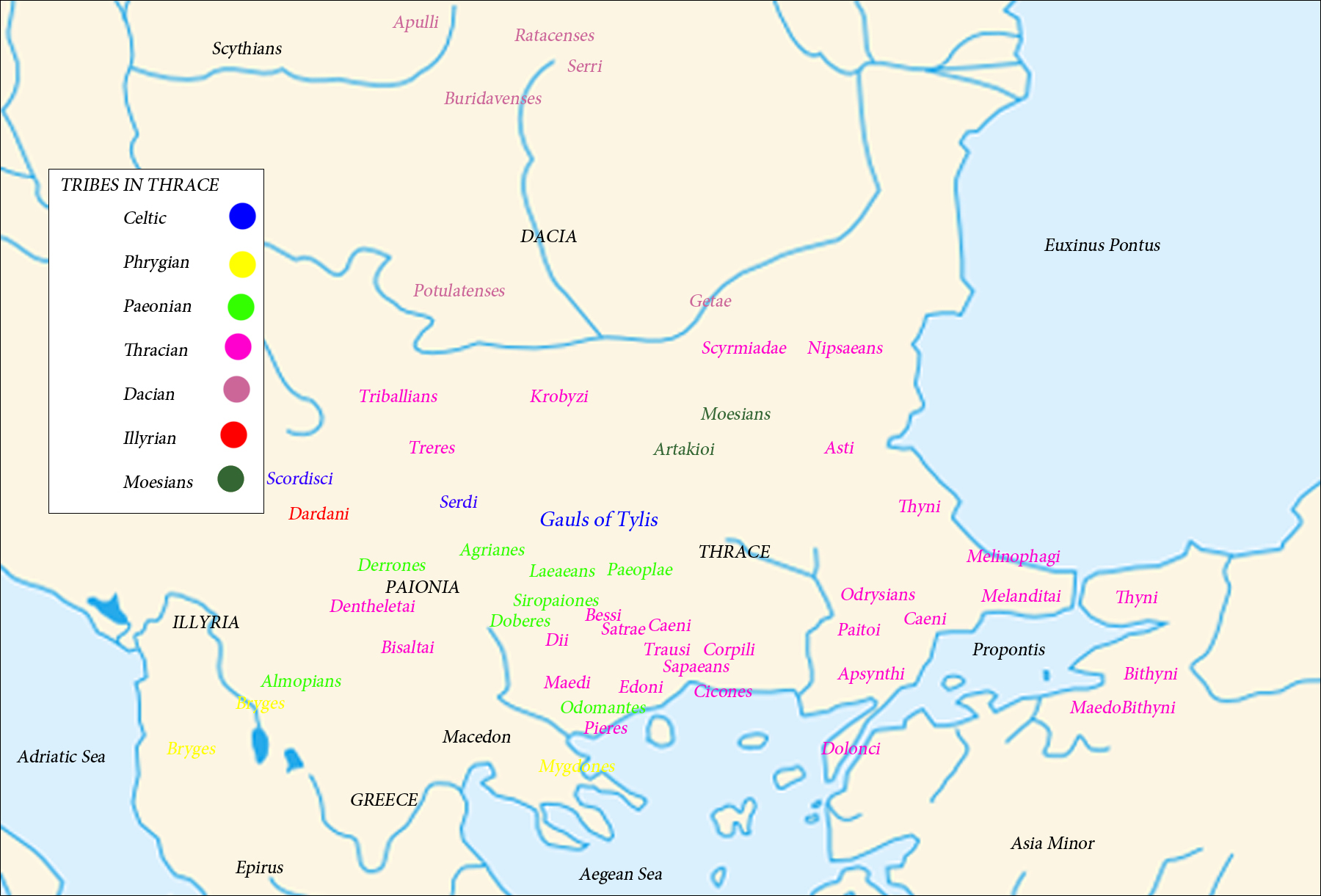
Области расселения племен во Фракии

Мёзы, или мисы (лат. Moesi, греч. Μυσοί; также мёзийцы, мисийцы; ассир. мушк) — народность (группа фракийских племен), обитавшая в первом тысячелетии до н. э. на территории между Нижним Дунаем и Балканскими горами. В современной географии ареалу расселения мёзов приблизительно соответствуют сербская долина Тимок близ Железных Ворот на Дунае, Северная Болгария и далее причерноморско-степная Добруджа за исключением древнегреческой колонии Томы. Считается, что язык ранних мисов родственен фригийскому.

## История

### Происхождение
Происхождения и направления миграции мисов привели к появлению различных научных гипотез. Где они жили раньше, неизвестно, но, учитывая, что варварские племена двигались с севера на юг, вероятно, севернее. На основе лингвистических данных есть предположение, что в бронзовом веке мисы населяли земли к востоку от реки Моравы и Дуная, а затем началось их переселение в юго-восточном направлении до Малой Азии, достигая даже Месопотамии. Некоторые авторы считают, что хеттское расширение на юго-запад Малой Азии в течение XIV и первой половины XIII веков до нашей эры привели к переселению местного населения на Балканах, в том числе части мисов. Геродот пишет, что ещё до Троянской войны мисы перешли через Босфор в Европу, завоевали все фракийские племена, достигли Ионического моря и реки Пеней в Греции. После распада хеттского государства началась вторая волна переселения мисов в Малую Азию. Дьяконов считает, что фригийцы и входящие в их группу мисы были известны восточным народам (ассирийцам) под общим именем «мушки».
Переселившись в Малую Азию с Балканского полуострова на рубеже XIII—XII веков до н. э., застали Хеттскую империю в состоянии гибели и распада. Само переселение в Азию происходило двумя волнами. Притом, в нём участвовали как мисы-«мушки», так и родственные им фригийцы. Точные причины падения Хеттской державы неизвестны, К. Биттель считает, что, возможно, в этом как раз виноваты племена фригийцев и мисов. Гомер говорит о том, что мисы стали обитать на европейской стороне Геллеспонта вместе с фракийцами. В «Илиаде» они упоминаются как союзники троянцев. Про позднейших мисов Страбон отмечал, что они пришли из-за Дуная во времена Троянской войны, и потеснили прежде живших в этих местах фригийцев. От них область на северо-западе получила название Мизия. Язык их, по Страбону, представлял собой «смешение» фригийского и лидийского языков.

### Античность
Во времена ранней античности мёзы служили царям Древней Македонии и, по-видимому, испытали на себе некоторое древнегреческое влияние.
После завоевания Македонии Римским государством и дальнейшего расширения территории Римской империи, римляне начинают вести войны с придунайскими племенами. В этот период в римских источниках начинают упоминаться племена мёзов. Традиционными соседями мёзов были родственные им иллирийско-фракийские племена, хотя отношения между ними были довольно напряжёнными из-за конфликтов за пастбищные угодья. Так, скордиски постоянно воевали с племенами мёзов, автариатов и трибаллов, бессов. Самым известным центром общности мёзов была область вдоль реки Цибрус (совр. Цибрица в республике Болгария).

### Романизация

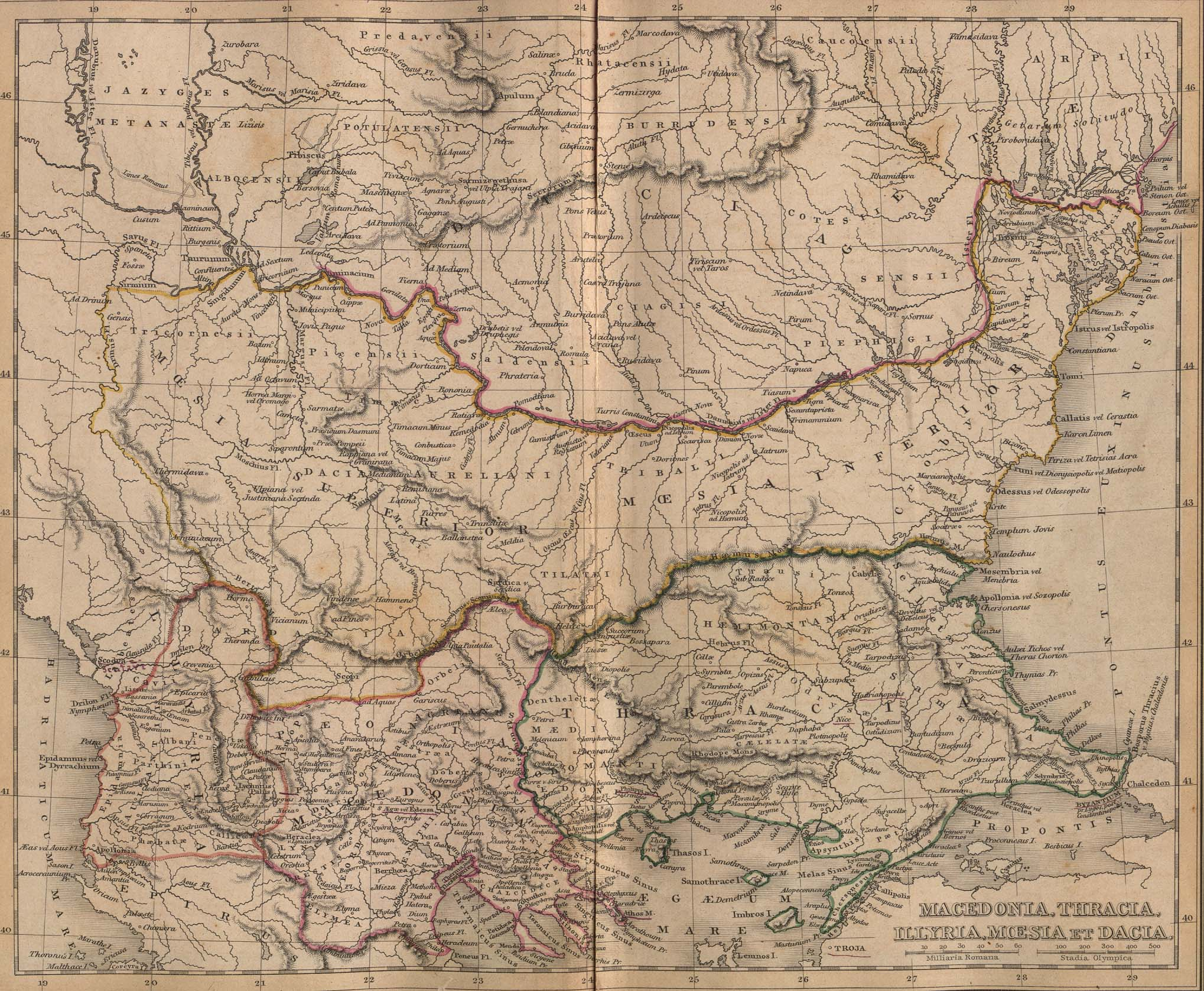
Римская провинция Мёзия.

Если верить краткому сообщению Флора, римляне до конца I века до н. э. имели о мезах лишь смутное представление. Однако, исходя из того, что, начиная со времени правления Тиберия (14—37 годы н. э.), их именем стала называться вся римская провинция на Нижнем Дунае, специалисты[кто?] делают вывод о значительной силе и влиятельности этого племени во фракийском мире. В 75 году до н. э. проконсул Македонии Гай Скрибоний Курион совершил поход на территорию Мёзии, где одержал победу над местными племенами и первым из римских полководцев достиг Нижнего Дуная. Преследуя разбитых в бою дарданов, он дошел до южных Карпат, но продвигаться дальше не решился.
В 29—27 годах до н. э. римские войска под руководством Марка Лициния Красса, внука известного триумвира, разгромили мёзов. Однако римская провинция Мёзия была организована позже, только в последние годы правления Августа (27 г. до н. э. — 14 г. н. э.). Большая часть мёзов, обитавших в так называемой Верхней (западной) Мёзии, оказалась под властью римлян, где они, как позднее северодунайские даки, подверглись романизации, сохраняя при этом традиционный скотоводческий уклад доримской жизни. После римского завоевания в Мёзии и Фракии развернулась ожесточенная борьба между сторонниками и противниками романизации. Некоторые мёзы долгое время оказывали сопротивление римской централизации, хотя часть из них увидела в римской власти путь к долгожданной стабильности и торговому процветанию. В 13 году до н. э. император Август вынужден был направить во Фракию войска под командованием Луция Кальпурния Писона, которые подавили там антиримские волнения. К 12 году до н. э. римляне установили своё господство на всем пространстве долины реки Дуная. Нижняя (восточная) Мёзия вошла в состав зависимой от Рима Фракии. Для закрепления своей власти римляне возвели целый ряд фортов, в том числе крепость Рациария, превратившуюся в римский военно-торговый порт на Дунае. Точная дата образования римской провинции Мёзия не известна. Однако Дион Кассий упоминает, что в 6 году н. э. Мёзией уже управлял Цецина Север. В 46 году к провинции Мёзия была присоединена восточная часть территории обитания мёзов. Со временем мёзийцами стали назвать всех жителей провинции. В 86 году Мёзия разделена на две провинции: Верхняя Мёзия и Нижняя Мёзия. В каждой из провинций было поставлено по два легиона. Управление каждой из провинций осуществлялось прокуратором и консульским легатом, назначаемым императором. Многочисленное крестьянство Мёзии жило общинами, в которых нередко сохранялись остатки родовых отношений. Несмотря на сильную эллинизацию и романизацию Мёзии и Фракии, её население и в III веке так сильно отличалось от населения эллинизированных областей востока Римской империи, что восточноримские писатели нередко называли Фракию «варварской страной». Мёзийцы, земледельцы и скотоводы, рослые, крепкие и выносливые, пользовались заслуженной славой едва ли не лучших воинов империи. Из Верхней Мёзии происходят три римских императора (Галерий, Лициний и Максимин), которые родились в обычных крестьянских семьях и благодаря военной карьере быстро достигли высших постов империи. После утраты империей всей задунайской Дакии и вывода в 270 году римских колонистов императором Аврелианом (270—275) на территорию Мёзии, вслед за римлянами было переселено и весьма немало дакийцев. Они были переселены в пограничные области.

### Великое переселение народов

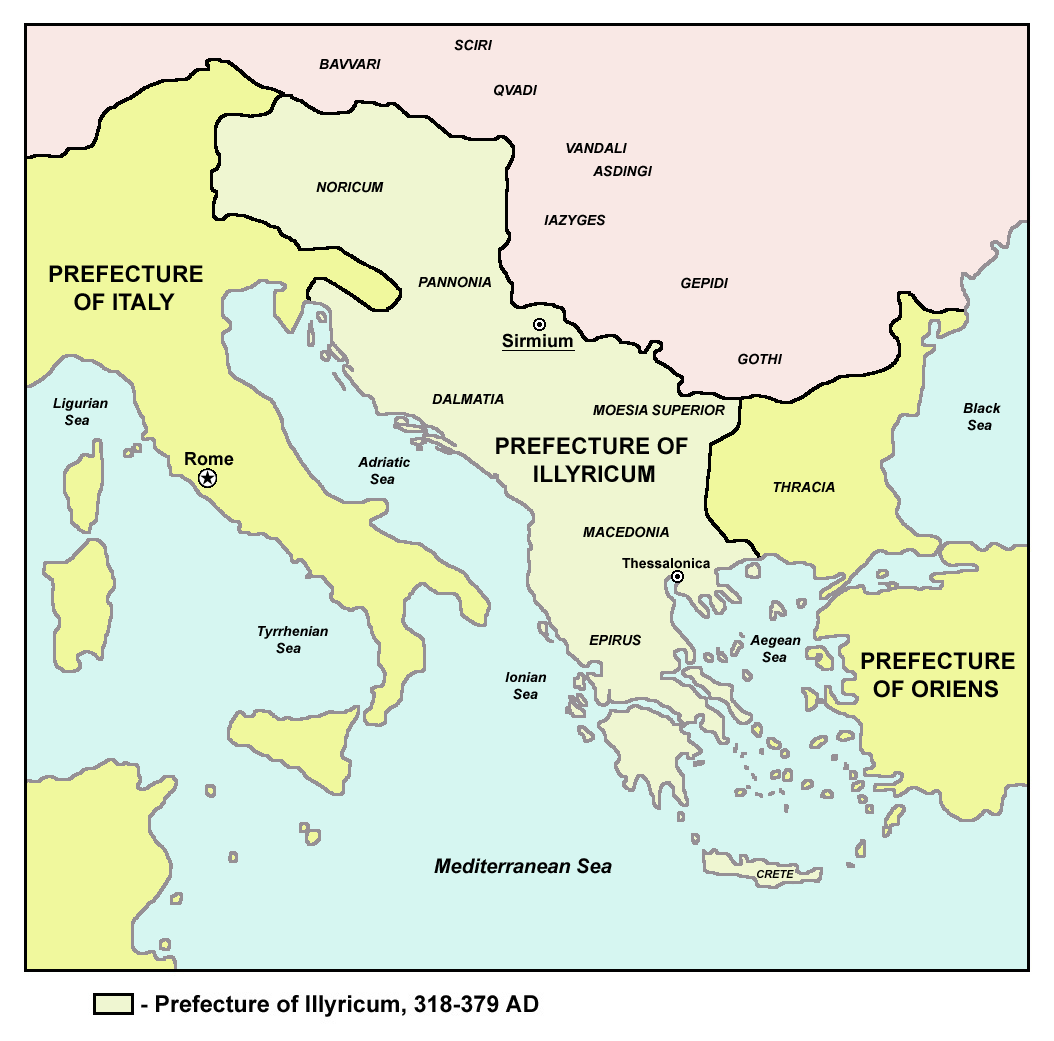
Граница Римской империи в середине IV века н. э.

С середины III века в этническом составе провинции произошли значительные изменения. С этого времени здесь стали селиться соседние с империей варварские племена: готы, сарматы, аланы, вандалы и другие. К середине IV века союзы племен вандалов, готов, сарматов окрепли и усилились. По мере развития земледелия и ремесла их походы на империю предпринимались уже не столько ради добычи и пленных, сколько для захвата плодородных, пригодных для обработки земель. Будучи не в силах сдержать напор варваров, римляне в середине IV века вынуждены были предоставлять им опустошённые пограничные Дунайские территории, возлагая затем на этих поселенцев оборону государственных рубежей. С 370 года усилился натиск на провинцию готов, которых с востока стали теснить азиатские кочевники — гунны. Римские власти позволили готам перейти границу и занять пустующие пограничные области. Большое число варваров (так называемых вестготов) были расселены в Мизии и Северной Фракии. В V веке гунны достигли пределов империи и, не встретив серьёзного сопротивления, стали опустошать территорию Мизии, проникая вглубь империи и дойдя даже до Фермопил. Массовые вторжения северных племен и заселение ими задунайских территорий привели к сокращению романизированных племен провинции и варваров, что привело к постепенному исчезновению мизийских племен. Как итог Великого переселения народов, часть мизийцев вошла вместе с даками в состав валашской народности, ставшей предками современного румынского и молдавского народов, а часть подверглась славянизации и вошла в состав современных болгар.

## Культура
Страбон сообщает, ссылаясь на Посейдония, что мисийцы по религиозным соображениям воздерживаются от употребления всякого мяса и довольствуются мёдом, молоком и брынзой, за что их называют «боящимися Бога» (θεοσεβεῖς) и «блуждающими в дыму» (καπνοβάται). Что касается терминов «theosebeis» и «kapnobatai», то они фактически относятся к конкретным религиозным личностям, а не ко всему народу. Возможно, что выражение «блуждающие в дыму» связано с экстазом, вызванным дымом конопли, известной скифам и фракийцам. В этом случае «καπνοβάται» — это танцовщики и колдуны (шаманы) среди мисийцев и гетов, которые вдыхали дым конопли для достижения экстатического транса.

## Отождествление с болгарами
Средневековые византийские писатели широко используют имя мисов для описания болгар. Отождествление произошло потому, что болгары между VI и VIII веками заняли их земли. В кратком житии св. Климента Охридского XIII века говорится, что «мизы европейские» (так в своём труде автор именует болгар), будучи отброшены Александром Македонским к северу, вернулись и заняли все Балканы. Походы болгар против Византии средневековые и болгарские хронисты расценивали как возврат народа на земли своей древней прародины.